# Deporte Blizzard
Blizzard es una compañía austriaca dedicada a la fabricación de equipamiento deportivo, con su sede ubicada en Mittersill, Salzburgo, Austria. En la actualidad, Blizzard forma parte del grupo italiano Tecnica Group SpA y se especializa en la producción de equipos para la práctica del esquí alpino, centrándose principalmente en la manufactura de esquís y accesorios como mochilas y bolsas de esquí.

## Historia
Blizzard fue fundada en 1945 por Anton Arnsteiner (1925-2013, conocido como "der Toni"), al regresar a casa después de la Segunda Guerra Mundial. En el taller de carpintería familiar, comenzó a fabricar esquís además de muebles de madera.
La marca "Blizzard" fue registrada en 1953. En 1954, Blizzard se convirtió en el pionero al ser el primer fabricante en producir en masa bases de esquí de polietileno. La primera expansión de Blizzard tuvo lugar en 1957, coincidiendo con la introducción de nuevos materiales como el metal y la fibra de vidrio. En 1963, un incendio afectó considerablemente a la fábrica. Para 1970, con una producción que alcanzó los 500,000 esquís al año, la empresa cambió su nombre de "Blizzard Skifabrik Anton Arnsteiner" a "Blizzard GmbH". En 1976, se inauguró una segunda planta de producción cerca de Múnich.
En 1980, Blizzard presentó el "Thermoski" después de seis años de desarrollo. En 1996, la compañía introdujo su primer esquí de carving, pero también se vio obligada a declararse en quiebra y fue adquirida por la empresa estadounidense SCOTT Sports.
Fue vendida a Karl Hofstätter (33,3%) y Anton Stöckl (66,6%) en 2005, quienes a su vez la vendieron al Grupo Tecnica en 2006 y 2007, respectivamente. Las ventas de esquís Blizzard están ahora completamente integradas en la estructura de ventas del Grupo Tecnica.

## Carreras alpinas

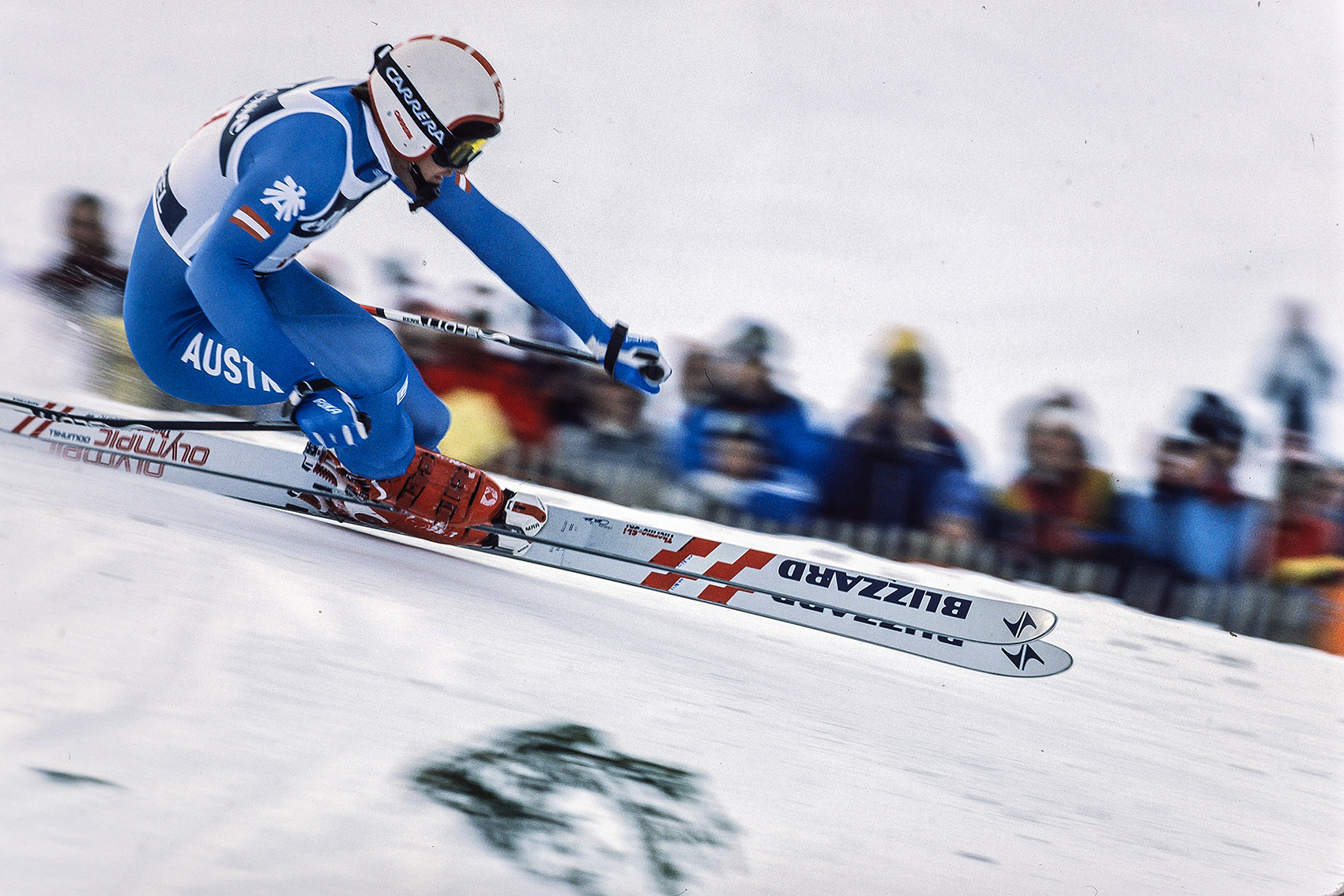
Klammer Franz compitiendo con esquís Blizzard

La participación de Blizzard en el circuito de la Copa del Mundo Alpino de la FIS está representada por varios corredores, incluyendo al austriaco Reinfried Herbst y al corredor japonés Akira Sasaki.
A lo largo de los años, Blizzard ganó numerosos premios con su equipo de esquiadores:
- 1958: Frieda Dänzer (Suiza) logra el primer título de campeona con esquís Blizzard en la combinación triple. Roger Staub obtiene la plata en el slalom gigante, mientras que Jean Vuarnet (FR) consigue el bronce en el descenso.
- 1962: Christl Haas, Erika Netzer y Marianne Jahn logran tres victorias y la medalla de oro en el Campeonato Mundial. Obtiene la plata en el slalom gigante con los nuevos esquís EPOXI.
- 1964: Christl Haas se lleva el oro en el descenso en los Juegos Olímpicos de Innsbruck.
- 1983: Franz Klammer gana la Copa del Mundo de descenso, y Blizzard se convierte en la marca más exitosa en el descenso masculino durante la temporada 1982/83.
- 1990: Petra Kronberger gana la Copa del Mundo femenina durante tres temporadas consecutivas. La atleta austriaca se convierte en la primera mujer en ganar las cinco disciplinas del Mundial.
- 1992: Medalla de oro en combinación y descenso en los Juegos Olímpicos de Albertville para Petra Kronberger. Kronberger se posiciona como uno de los esquiadores más exitosos de la historia.
- 1998: Michaela Dorfmeister obtiene la medalla de plata en Super-G en los Juegos Olímpicos de Nagano.
- 2000: Renate Götschl se lleva la Copa del Mundo absoluta y el pequeño globo de cristal en Super-G. Michaela Dorfmeister lidera la clasificación general del slalom gigante.
- 2002: Michaela Dorfmeister logra la victoria absoluta en la Copa del Mundo.

El 25 de febrero de 2007, Blizzard se ubicó en la décima posición en la clasificación general de puntos de la Copa del Mundo.
En marzo de 2007, Blizzard anunció que el ex corredor de la Copa del Mundo y campeón del Pro Tour de EE. UU., Bernhard Knauss, asumiría el cargo de director de carrera de Blizzard.
En 2010, Reinfried Herbst ganó la Copa del Mundo de Slalom con los nuevos esquís de Blizzard y se llevó el pequeño globo de cristal.
En los Juegos Olímpicos de Invierno de 2014, Blizzard obtuvo la primera medalla de oro olímpica en el slalom masculino gracias a Mario Matt, y una victoria en el Freeride World Tour de Loic Collomb-Patton.